# هرناندية بيضاوية
هرناندية بيضاوية (الاسم العلمي:Hernandia obovata) هي نوع غير مؤكد من النباتات تتبع جنس الهرناندية من فصيلة الهرنانديات.